# Dusona glabra
Dusona glabra är en stekelart som beskrevs av Gupta 1977. Dusona glabra ingår i släktet Dusona och familjen brokparasitsteklar. Inga underarter finns listade i Catalogue of Life.